# Kilian Fischhuber
Kilian Fischhuber (Waidhofen an der Ybbs, 1 de agosto de 1983) es un deportista austríaco que compitió en escalada, especialista en la prueba de bloques.
Ganó dos medallas de plata en el Campeonato Mundial de Escalada, en los años 2005 y 2012, y tres medallas en el Campeonato Europeo de Escalada entre los años 2008 y 2013.

## Palmarés internacional
| Campeonato Mundial | Campeonato Mundial       | Campeonato Mundial | Campeonato Mundial |
| Año                | Lugar                    | Medalla            | Prueba             |
| ------------------ | ------------------------ | ------------------ | ------------------ |
| 2005               | Múnich (Alemania)        | Medalla de plata   | Bloques            |
| 2012               | París (Francia)          | Medalla de plata   | Bloques            |
| Campeonato Europeo |                          |                    |                    |
| Año                | Lugar                    | Medalla            | Prueba             |
| 2008               | París (Francia)          | Medalla de plata   | Bloques            |
| 2010               | Innsbruck (Austria)      | Medalla de bronce  | Bloques            |
| 2013               | Eindhoven (Países Bajos) | Medalla de oro     | Bloques            |